# Канадська асоціація компаній звукозапису
Канадська асоціація компаній звукозапису (англ. Canadian Recording Industry Association, CRIA)  — асоціація, що представляє інтереси звукозаписної індустрії Канади. Вона заснована в 1964, в наш час[коли?] базується в Торонто.
Асоціацією керує рада директорів, яких щорічно вибираються учасники CRIA. Кандидатом на вибори має бути люди, що є генеральним директором звукозаписної компанії. Поточний директор CRIA — Грем Гендерсон (Graham Henderson).

## Сертифікація
Критерії сертифікації з 1 травня 2008 для альбомів:
- Золото: 30.000 продаж
- Платина: 80.000 продаж
- Діамант: 800.000 продаж

Мульти платину альбом отримує лише після 160 000 продаж, але вони повинні бути менші за 800 000 (діамант).